# Copa Campeonato 1904
La Copa Campeonato 1904 fu vinta dal Belgrano Athletic.

## Classifica finale
|    | Classifica finale   | Pti | G  | V | N | P | GF | GS | DR  |
| -- | ------------------- | --- | -- | - | - | - | -- | -- | --- |
| 1. | Belgrano Athletic   | 18  | 10 | 9 | 0 | 1 | 30 | 9  | +21 |
| 2. | Alumni              | 13  | 10 | 5 | 3 | 2 | 18 | 9  | +9  |
| 3. | Lomas Athletic Club | 11  | 10 | 5 | 1 | 4 | 9  | 10 | -1  |
| 4. | Barracas Athletic   | 10  | 10 | 5 | 0 | 5 | 13 | 16 | -3  |
| 5. | Estudiantes (BA)    | 5   | 10 | 2 | 1 | 7 | 12 | 27 | -15 |
| 6. | Quilmes             | 2   | 10 | 1 | 0 | 9 | 8  | 19 | -11 |

## Classifica marcatori[1]
| Gol |  |  | Giocatore     | Squadra |
| --- |  |  | ------------- | ------- |
| 11  |  |  | Alfredo Brown | Alumni  |